# Mutualitat de Secretaris i Funcionaris Municipals de Catalunya
La Mancomunitat de Catalunya va dur a terme una important tasca en les polítiques socials com a resposta a les deficiències de l'Estat. Els eixos principals de la seva obra en aquest terreny van ser la concessió de pensions, assegurances infantils, mutualitats i polítiques d'inserció laboral.
Fou creada per acord de l'Assemblea de la Mancomunitat de Catalunya el 28 de febrer de 1923. Amb aquesta Mutualitat, la Mancomunitat intenta satisfer una de les aspiracions més reclamades pels funcionaris municipals de Catalunya. Poden ingressar en concepte de socis els secretaris i funcionaris d'àmbit local. L'edat màxima d'ingrés és de 65 anys i la mínima, per als funcionaris municipals, de 20.